# Girodet-Trison

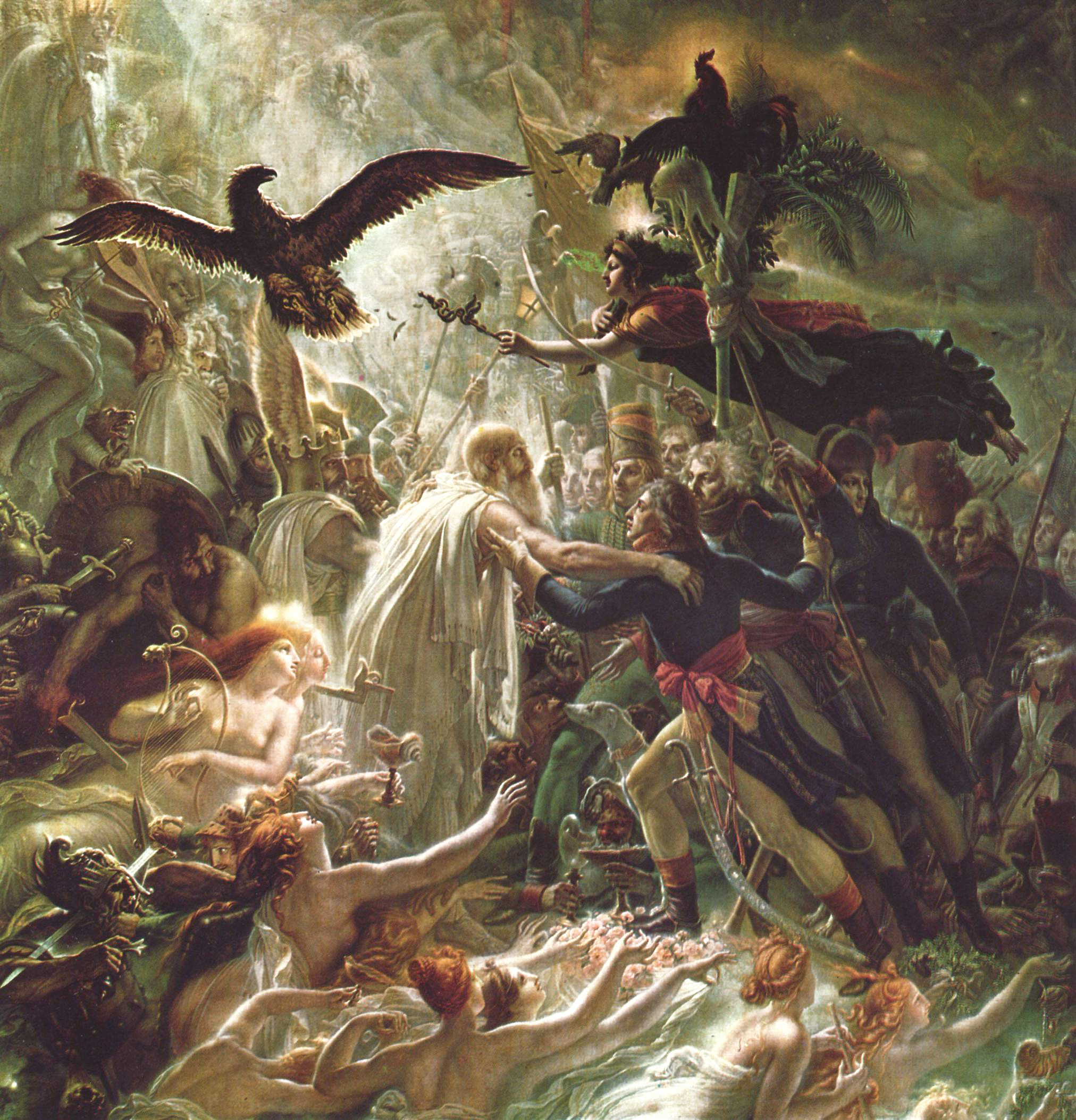
Apoteoza bohaterów francuskich poległych za ojczyznę (Osjan wita bohaterów francuskich), 1801, Malmaison Château

Girodet-Trison, właśc. Anne Louis Girodet de Roucy (ur. 5 stycznia 1767 w Montargis, zm. 9 grudnia 1824 w Paryżu) – francuski malarz i ilustrator.

## Życiorys
Wcześnie stracił rodziców i znalazł się pod opieką doktora M. Triosona, którego nazwisko przyjął w 1812 roku. Początkowo planował karierę wojskową i studiowanie architektury. Pod wpływam malarza o nazwisku Luquin zdecydował się na naukę w pracowni Jacques’a-Louisa Davida. W 1789 otrzymał Prix de Rome i sześć lat spędził w Rzymie. Do Paryża powrócił w 1795, w 1815 został członkiem École des Beaux-Arts w Paryżu. Otrzymał m.in. Order św. Michała i Legię Honorową.
Girodet-Trioson malował pod wyraźnym wpływem Davida, od mistrza przejął styl i technikę, jednak tematyka i emocjonalne ujęcie szczegółów są już zapowiedzią romantyzmu. Artysta poruszał tematykę mitologiczną i chętnie nawiązywał do literatury. Był płodnym ilustratorem i cenionym portrecistą, malował m.in. Napoleona i jego rodzinę, pisarza i polityka Chateaubrianda i rzeźbiarza Houdona.
W 1812 malarz odziedziczył znaczny majątek i zajął się pisaniem esejów poświęconych estetyce, które nie zdobyły uznania.

## Prace
- Józef rozpoznany przez swych braci, 1789,
- Sen Endymiona, 1792, Luwr,
- Mademoiselle Lange jako Danae, 1799, Minneapolis Institute of Arts,
- Pogrzeb Atali, 1808, Luwr,
- Bunt w Kairze, 1810, Wersal.